# مايسترا: أوتار الحقيقة
مايسترا (بالكورية: 마에스트라)؛ هو مسلسل تلفزيوني كوري جنوبي، بطولة لي يونغ أي، لي مو-ساينغ، هوانغ بو-ريوم-بيول، كيم يونغ-جاي. مقتبس من المسلسل الفرنسي لعام 2019 "Philharmonia" عرض على قناة تي في إن في 9 ديسمبر الى 14 يناير 2024، تم بثه أيام السبت والاحد.

## القصة
اعتادت تشا سي-ايوم (لي يونغ أي) أن تكون عازفة كمان، لكنها الآن قائدة أوركسترا، لقد تابعت حياتها المهنية بجرأة وشغف. هي الآن في موقف يشعر فيه الآخرون بالغيرة منها. ما لا يعرفه الآخرون هو أن تشا سي-ايوم تحمل سرًا.  هذا السر سوف يهز حياتها.
في هذه الأثناء، تحدث حالات غامضة داخل أوركستراها. تبدا تشا سي إيوم بتحقيق وتقترب من الحقيقة المحيطة بها.

## طاقم
- لي يونغ أي في دور تشا سي إيوم: قائدة الفرقة الموسيقية الكلاسيكية. إنها سيد المسرح التي تبهر الجمهور بشخصيتها الجريئة والقوية.[9]
- لي مو-ساينغ في دور يو جونغ جاي: رئيس يو سي المالية، الذي يُطلق عليه لقب القطب في عالم الاستثمار، هو شخص يتمتع بخبرات ممتازة على رؤية نوايا الأشخاص.[9]
- هوانغ بو-ريوم-بيول في دور لي رو نا: عضو مبتدئ في أوركسترا هان ريفر. لديها بابتسامة مشرقة، هي شخص شغوف ومخلص ولا يتردد في بذل الجهود لإثبات قدراتها.[9]
- كيم يونغ-جاي في دور كيم بيل: زوج تشا سي-ايوم. إنه حنون ومراعي، ولكن في مؤخرة عقله، هناك عقدة النقص تجاه زوجته، تشا سي-إيوم، والتي تتزايد مع الوقت.[9]

### داعم
- بارك هو-سان في دور جيون سانغ دو: الرئيس التنفيذي لـ أوركسترا هان ريفر. وهو شخص مرح وسريع البديهة.[9]
- يانغ جون مو  في دور ما يو سيوب: عازف الطبول وزعيم اتحاد الأوركسترا[10]
- كيم يونغ-اه في دور لي هاي-جيونغ: مديرة ورشة العمل وأفضل صديقة لـ سي-اوم[11]
- لي سي-وون دور لي اه-جين، عازفة البوق، والتي تقيم علاقة غرامية مع زوج سي ايوم.[12]

### اخرون
- يي سو-جونغ في دور باي جيونغ-هوا، والدة تشا سي-اون[13]

## المشاهدات
| الموسم | الموسم | رقم الحلقة | رقم الحلقة | رقم الحلقة | رقم الحلقة | رقم الحلقة | رقم الحلقة | رقم الحلقة | رقم الحلقة | رقم الحلقة | رقم الحلقة | رقم الحلقة | رقم الحلقة | المتوسط |
| الموسم | الموسم | 1          | 2          | 3          | 4          | 5          | 6          | 7          | 8          | 9          | 10         | 11         | 12         | المتوسط |
| ------ | ------ | ---------- | ---------- | ---------- | ---------- | ---------- | ---------- | ---------- | ---------- | ---------- | ---------- | ---------- | ---------- | ------- |
|        | 1      | 809        | 978        | 1087       | غ/م        | غ/م        | غ/م        | غ/م        | غ/م        | 913        | 1148       | 1160       | 1471       | N/A     |

| رقم   | تاريخ البث     | تقييمات (نيلسن كوريا) | تقييمات (نيلسن كوريا) |
| رقم   | تاريخ البث     | علي الصعيد الوطني     | سيئول                 |
| ----- | -------------- | --------------------- | --------------------- |
| 1     | 9 ديسمبر 2023  | 4.192%                | 4.546%                |
| 2     | 10 ديسمبر 2024 | 4.844%                | 5.699%                |
| 3     | 16 ديسمبر 2023 | 5.402%                | 6.013%                |
| 4     | 17 ديسمبر 2023 | 6.010%                | 6.1%                  |
| 5     | 23 ديسمبر 2023 | 5.186%                |                       |
| 6     | 24 ديسمبر 2023 | 5.275%                |                       |
| 7     | 30 ديسمبر 2023 | 5.256%                | 6.2%                  |
| 8     | 31 ديسمبر 2023 | 4.978%                | N/A                   |
| 9     | 6 يناير 2024   | 4.656%                | 4.893%                |
| 10    | 7 يناير 2024   | 5.421%                | 5.497%                |
| 11    | 13 يناير 2024  | 5.997%                | 6.746%                |
| 12    | 14 يناير 2024  | 6.784%                | 6.740%                |
| متوسط | متوسط          | 5.333%                | غ/م                   |

## الإنتاج

### ينتج
في 3 يوليو 2023 ، أعلنت شركة الانتاج رايمونغ-راين انها وقعت عقد إنتاج وتوريد بقيمة 17.5 مليار وون مع استوديو دراغون للدراما الجديدة "مايسترا" لقناة تي في إن، سيتكون المسلسل من 12 حلقة. ومن إخراج كيم جيونغ كوان من اعماله اكاذيب الاكاذيب (202)، احب كرهي لك (2022).

### الموسيقى
يقود تأليف الموسيقى التصويرية للمسلسل جو سيونغ-وو، بتعاون مع أوركسترا راديو فيينا السيمفونية التي تنصف واحدة من أفضل فرق الاوركسترا في العالم، واوركسترا أرتز الكورية بقيادة جين-سول، والتي تشرف ايضاً على تدريب ادا لي يونغ اه التمثيلي.

### طاقم
في 5 مايو 2023 ، تم تأكيد الطاقم الرئيسي للمسلسل هم: لي يونغ أي، لي مو-ساينغ، هوانغ بو-ريوم-بيول، كيم يونغ جاي، بارك هان-سان.

## روابط خارجية
- الموقع الرسمي
 (بالكورية)
- مايسترا: أوتار الحقيقة على موقع IMDb (الإنجليزية)
- مايسترا: أوتار الحقيقة على موقع قاعدة بيانات الفيلم (الإنجليزية)
- مايسترا: أوتار الحقيقة على هانسينما